# Sergei Omelyanchuk
Syarhey Pyatrovich Amelyanchuk - em bielorrusso, Сяргей Пятровіч Амельянчук (Gomel, 8 de agosto de 1980) é um jogador de futebol bielorrusso. Atualmente, defende o FC Minsk.
É mais conhecido por seu nome russificado dos tempos de URSS, Sergey Petrovich Omelyanchuk (Сергей Петрович Омельянчук, em russo).